# Sant'Ilario (Genova)
Sant'Ilario (già Sant'Ilario Ligure) è un quartiere del comune di Genova, compreso nel Municipio IX Levante. Fu comune autonomo sino al 1926, quando venne aggregato alla Grande Genova
È situato nella Riviera di Levante, nel Golfo Paradiso, alle pendici dell'Appennino ligure. Il centro del comune a cui appartiene, Genova, si trova a più di dieci chilometri di distanza in linea d'aria. È raggiungibile attraverso una serie di ripide crêuze ed è meta di escursioni che consentono di godere di facili passeggiate immerse nella natura e di splendidi paesaggi su un panorama che si estende su tutto il golfo di Genova.
Deve in parte la sua notorietà al fatto che la sua stazione ferroviaria, oggi dismessa, è citata nella ballata Bocca di Rosa di Fabrizio De André.

## Geografia fisica

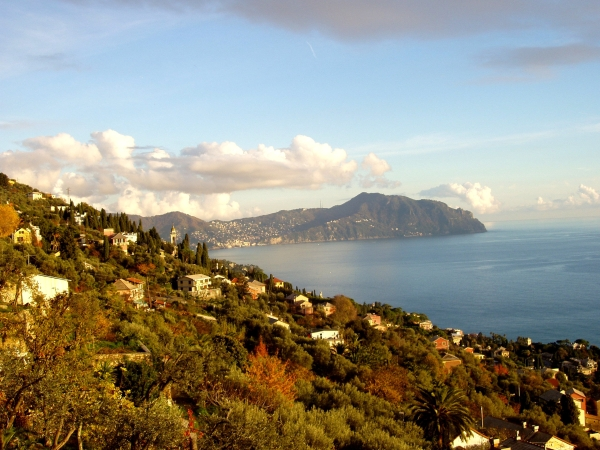
Panorama autunnale da Sant'Ilario sul golfo Paradiso (sullo sfondo il monte di Portofino)

### Territorio
Il territorio dell'ex comune di Sant'Ilario si estendeva sul versante meridionale del monte Giugo, diviso verticalmente a metà con il limitrofo quartiere di Nervi dalla cima fino al mare, dando così origine ai due toponimi di Sant'Ilario Alto (abitato collinare sparso intorno alla omonima chiesa parrocchiale) e Sant'Ilario Mare, borgo lungo la strada statale 1 Via Aurelia sito presso la ex stazione ferroviaria e la piccola marina che conclude la passeggiata a mare di Nervi. Porzione del comune si trovava pure sul retrostante monte Cordona.
Geologicamente, il territorio è compreso nel litotipo del monte Fasce (832 m) ed è costituito di calcari marnosi eocenici. In tutta la zona è possibile rinvenire un particolare fossile a forma di labirinto, il cui nome scientifico è Helminthoidea labirinthica. Si tratta di un fossile dell'eocene provocato probabilmente dallo spostamento sulle rocce di animali vermiformi.
I monti, che si presentano assai spogli, secondo quanto riferisce Plinio il Giovane nelle sue Lettere ai Romani, nell'antichità risultavano completamente coperti di boschi di querce e lecci.
La cima del monte Giugo (485 m) si raggiunge agevolmente sia dalla Serra dei Boschi, sia dalla Serra di Musanega. La parte settentrionale del monte è ricoperta da un folto castagneto che dalla cima scende fino all'alveo del torrente Nervi. In esso sorgono molte piccole stalle anticamente usate per la raccolta e l'essiccazione delle castagne o per ricovero di animali.
Il Bric Cianesi (616 m) è una semplice asperità sulla costa che porta dalla Crocetta al monte Cordona dove si alternano prati e piccole pinete. Il monte Cordona (803 m) presenta una cima erbosa che è facilmente raggiungibile dalla località Case Cordona (775 m) che si trova lungo la provinciale 67 Apparizione-Uscio.

### Clima
Sant'Ilario, per la collocazione geografica e la disposizione morfologica dei rilievi alle cui pendici si trova, è rinomato soprattutto per il suo clima estremamente mite nei mesi invernali.
Qui di seguito riporto i valori registrati dalle stazioni meteo ARPAL ubicate a S.Ilario e sul monte Fontana Fresca dalla cui analisi si può dedurre una forte differenza termica fra zona bassa collinare e zona alta. Per la zona bassa collinare riporto i dati della stazione meteo amatoriale di via dei Tre.
Per quanto riguarda la zona litoranea i dati di riferimento sono quelli della stazione amatoriale LIMET di via Murcarolo che ben rappresenta il clima molto mite della fascia costiera.
La temperatura media annua varia tra 12,4° di Fontanafresca,16,4° della scuola Agraria e i 18,3° di Nervi.
STAZIONE ARPAL PRESSO SCUOLA AGRICOLTURA BERNARDO MARSANO (m.174slm) dal 2010 al 2025
| Mese                  | Mesi        | Mesi        | Mesi        | Mesi        | Mesi        | Mesi        | Mesi        | Mesi        | Mesi        | Mesi        | Mesi        | Mesi        | Stagioni | Stagioni | Stagioni | Stagioni | Anno  |
| Mese                  | Gen         | Feb         | Mar         | Apr         | Mag         | Giu         | Lug         | Ago         | Set         | Ott         | Nov         | Dic         | Inv      | Pri      | Est      | Aut      | Anno  |
| --------------------- | ----------- | ----------- | ----------- | ----------- | ----------- | ----------- | ----------- | ----------- | ----------- | ----------- | ----------- | ----------- | -------- | -------- | -------- | -------- | ----- |
| T. max. media (°C)    | 12,6        | 12,8        | 15,0        | 17,6        | 20,7        | 25,0        | 27,8        | 28,4        | 25,3        | 21,0        | 16,8        | 13,7        | 13,0     | 17,8     | 27,1     | 21,0     | 19,7  |
| T. media (°C)         | 9,8         | 9,9         | 11,9        | 14,3        | 17,3        | 21,5        | 24,2        | 24,7        | 21,7        | 17,8        | 13,8        | 10,9        | 10,2     | 14,5     | 23,5     | 17,8     | 16,5  |
| T. min. media (°C)    | 7,1         | 7,0         | 8,7         | 10,9        | 13,9        | 18,0        | 20,6        | 20,9        | 18,1        | 14,6        | 10,8        | 8,1         | 7,4      | 11,2     | 19,8     | 14,5     | 13,2  |
| T. max. assoluta (°C) | 19,9 (2015) | 20,2 (2022) | 25,6 (2017) | 28,9 (2018) | 33,0 (2022) | 34,0 (2025) | 35,4 (2022) | 36,3 (2023) | 33,2 (2024) | 27,9 (2022) | 23,1 (2019) | 20,0 (2018) | 20,2     | 33,0     | 36,3     | 33,2     | 36,3  |
| T. min. assoluta (°C) | −1,2 (2012) | −4,5 (2018) | −1,1 (2018) | 3,5 (2022)  | 7,6 (2019)  | 11,6 (2010) | 13,4 (2011) | 14,0 (2013) | 11,4 (2010) | 7,6 (2010)  | 2,1 (2010)  | −0,1 (2010) | −4,5     | −1,1     | 11,6     | 2,1      | −4,5  |
| Precipitazioni (mm)   | 115         | 107         | 122         | 76          | 87          | 57          | 33          | 60          | 117         | 180         | 231         | 134         | 356      | 285      | 150      | 528      | 1 319 |
| Giorni di pioggia     | 7           | 8           | 8           | 8           | 8           | 4           | 4           | 5           | 5           | 9           | 12          | 7           | 22       | 24       | 13       | 26       | 85    |

STAZIONE METEO AMATORIALE VIA DEI TRE (m.88 slm) dal 2004 al 2025 (con annate mancanti)
| Mese                  | Mesi        | Mesi        | Mesi        | Mesi        | Mesi        | Mesi        | Mesi        | Mesi        | Mesi        | Mesi        | Mesi        | Mesi        | Stagioni | Stagioni | Stagioni | Stagioni | Anno  |
| Mese                  | Gen         | Feb         | Mar         | Apr         | Mag         | Giu         | Lug         | Ago         | Set         | Ott         | Nov         | Dic         | Inv      | Pri      | Est      | Aut      | Anno  |
| --------------------- | ----------- | ----------- | ----------- | ----------- | ----------- | ----------- | ----------- | ----------- | ----------- | ----------- | ----------- | ----------- | -------- | -------- | -------- | -------- | ----- |
| T. max. media (°C)    | 12,5        | 12,6        | 14,4        | 17,2        | 20,3        | 24,3        | 26,8        | 27,5        | 24,6        | 20,6        | 16,8        | 13,7        | 12,9     | 17,3     | 26,2     | 20,7     | 19,3  |
| T. media (°C)         | 10,4        | 10,4        | 12,1        | 14,8        | 18,0        | 22,0        | 24,6        | 25,1        | 22,2        | 18,5        | 14,6        | 11,5        | 10,8     | 15,0     | 23,9     | 18,4     | 17,0  |
| T. min. media (°C)    | 8,2         | 8,2         | 9,7         | 12,3        | 15,6        | 19,7        | 22,3        | 22,8        | 19,9        | 16,3        | 12,3        | 9,3         | 8,6      | 12,5     | 21,6     | 16,2     | 14,7  |
| T. max. assoluta (°C) | 19,0 (2019) | 20,1 (2022) | 21,9 (2022) | 25,3 (2024) | 31,4 (2022) | 33,3 (2019) | 33,2 (2022) | 35,1 (2018) | 32,1 (2024) | 26,3 (2011) | 22,6 (2019) | 20,8 (2018) | 20,8     | 31,4     | 35,1     | 32,1     | 35,1  |
| T. min. assoluta (°C) | −1,2 (2012) | −3,3 (2018) | −0,6 (2018) | 4,3 (2022)  | 10,3 (2010) | 11,6 (2007) | 14,5 (2011) | 16,5 (2007) | 9,7 (2007)  | 7,2 (2012)  | 3,1 (20102) | −1,1 (2009) | −3,3     | −0,6     | 11,6     | 3,1      | −3,3  |
| Precipitazioni (mm)   | 85          | 88          | 91          | 76          | 70          | 56          | 27          | 56          | 95          | 158         | 219         | 141         | 314      | 237      | 139      | 472      | 1 162 |

STAZIONE ARPAL PRESSO MONTE FONTANA FRESCA (m.791slm) dal 2010 al 2025
| Mese                  | Mesi        | Mesi        | Mesi        | Mesi        | Mesi        | Mesi        | Mesi        | Mesi        | Mesi        | Mesi        | Mesi        | Mesi        | Stagioni | Stagioni | Stagioni | Stagioni | Anno |
| Mese                  | Gen         | Feb         | Mar         | Apr         | Mag         | Giu         | Lug         | Ago         | Set         | Ott         | Nov         | Dic         | Inv      | Pri      | Est      | Aut      | Anno |
| --------------------- | ----------- | ----------- | ----------- | ----------- | ----------- | ----------- | ----------- | ----------- | ----------- | ----------- | ----------- | ----------- | -------- | -------- | -------- | -------- | ---- |
| T. max. media (°C)    | 7,3         | 7,9         | 10,6        | 13,4        | 16,3        | 21,2        | 24,2        | 25,1        | 21,0        | 16,3        | 11,5        | 8,8         | 8,0      | 13,4     | 23,5     | 16,3     | 15,3 |
| T. media (°C)         | 4,9         | 5,3         | 7,6         | 10,3        | 13,4        | 18,2        | 20,9        | 21,6        | 17,8        | 13,6        | 9,1         | 6,4         | 5,5      | 10,4     | 20,2     | 13,5     | 12,4 |
| T. min. media (°C)    | 2,5         | 2,6         | 4,7         | 7,2         | 10,5        | 15,3        | 17,7        | 18,1        | 14,6        | 10,8        | 6,7         | 4,0         | 3,0      | 7,5      | 17,0     | 10,7     | 9,6  |
| T. max. assoluta (°C) | 17,1 (2013) | 20,0 (2021) | 19,4 (2019) | 23,9 (2011) | 28,0 (2022) | 31,7 (2019) | 31,8 (2022) | 33,5 (2023) | 30,5 (2024) | 24,7 (2023) | 19,5 (2015) | 18,5 (2021) | 20,0     | 28,0     | 33,5     | 30,5     | 33,5 |
| T. min. assoluta (°C) | −6,9 (2012) | −9,0 (2018) | −6,2 (2018) | −1,2 (2022) | 0,9 (2013)  | 6,9 (2013)  | 9,3 (2011)  | 9,7 (2012)  | 7,2 (2015)  | 0,6 (2014)  | −4,2 (2013) | −6,2 (2010) | −9,0     | −6,2     | 6,9      | −4,2     | −9,0 |
| Precipitazioni (mm)   | 67          | 69          | 78          | 56          | 77          | 55          | 30          | 58          | 99          | 128         | 122         | 84          | 220      | 211      | 143      | 349      | 923  |

STAZIONE METEO LIMET di via Murcarolo (m.20 slm) dal 2015 al 2025
| Mese                  | Mesi        | Mesi        | Mesi        | Mesi        | Mesi        | Mesi        | Mesi        | Mesi        | Mesi        | Mesi        | Mesi        | Mesi        | Stagioni | Stagioni | Stagioni | Stagioni | Anno  |
| Mese                  | Gen         | Feb         | Mar         | Apr         | Mag         | Giu         | Lug         | Ago         | Set         | Ott         | Nov         | Dic         | Inv      | Pri      | Est      | Aut      | Anno  |
| --------------------- | ----------- | ----------- | ----------- | ----------- | ----------- | ----------- | ----------- | ----------- | ----------- | ----------- | ----------- | ----------- | -------- | -------- | -------- | -------- | ----- |
| T. max. media (°C)    | 13,8        | 14,4        | 15,9        | 18,5        | 21,8        | 26,0        | 28,7        | 29,3        | 26,3        | 22,0        | 18,1        | 15,0        | 14,4     | 18,7     | 28,0     | 22,1     | 20,8  |
| T. media (°C)         | 11,5        | 12,1        | 13,3        | 15,9        | 19,2        | 23,5        | 26,1        | 26,7        | 23,5        | 19,5        | 15,6        | 12,7        | 12,1     | 16,1     | 25,4     | 19,5     | 18,3  |
| T. min. media (°C)    | 9,2         | 9,8         | 10,7        | 13,2        | 16,6        | 21,0        | 23,5        | 24,0        | 20,7        | 17,1        | 13,1        | 10,5        | 9,8      | 13,5     | 22,8     | 17,0     | 15,8  |
| T. max. assoluta (°C) | 20,2 (2018) | 20,1 (2022) | 25,9 (2017) | 30,2 (2018) | 30,8 (2022) | 33,6 (2025) | 34,6 (2015) | 36,0 (2023) | 33,5 (2023) | 28,1 (2018) | 23,2 (2018) | 21,6 (2018) | 21,6     | 30,8     | 36,0     | 33,5     | 36,0  |
| T. min. assoluta (°C) | 3,5 (2017)  | −1,3 (2018) | 1,1 (2018)  | 5,5 (2022)  | 10,6 (2024) | 15,2 (2016) | 17,5 (2016) | 20,1 (2016) | 14,7 (2017) | 10,7 (2016) | 6,6 (2017)  | 5,6 (2017)  | −1,3     | 1,1      | 15,2     | 6,6      | −1,3  |
| Precipitazioni (mm)   | 69          | 79          | 111         | 66          | 78          | 52          | 22          | 52          | 113         | 147         | 127         | 120         | 268      | 255      | 126      | 387      | 1 036 |

## Storia

### La preistoria

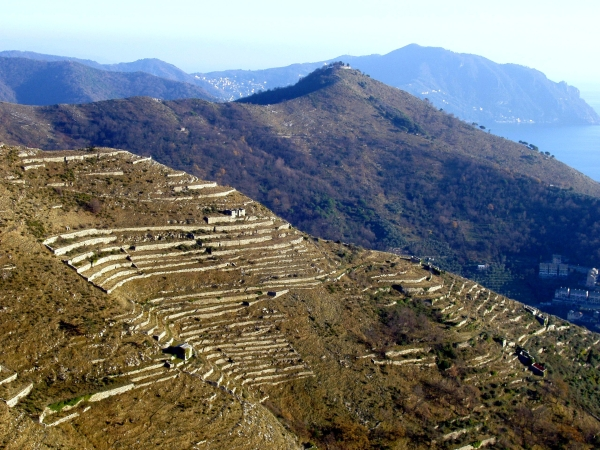
Il monte Giugo presso Sessarego di Bogliasco

Sul territorio di Sant'Ilario non è stato rinvenuto nessun insediamento di epoca preistorica, né sono stati identificati siti di castellari di età ligure pre-romana. Tuttavia da alcuni scavi archeologici eseguiti negli anni ottanta del XX secolo in località Nasoni, sulle pendici del monte Cordona, a 750 m s.l.m., nel territorio del comune di Bogliasco, sono stati ritrovati utensili del Paleolitico medio (circa 75 000 anni fa) e del Mesolitico (circa 8300 anni fa). Altri reperti, sempre rinvenuti in zona, sono riconducibili all'epoca imperiale romana. Il monte Cordona pertanto può certamente considerarsi località di transito, se non proprio di insediamento umano, già parecchie decine di migliaia di anni or sono.
Ulteriori ritrovamenti di manufatti di epoca preistorica riguardano alcuni attrezzi in pietra di età Mesolitica rinvenuti sul monte Bastia, sul monte Becco e monte Santa Croce. Gli insediamenti di epoca pre-romana più vicini venuti alla luce sono il castellaro di Uscio (età del Bronzo) e di Camogli (età del Ferro) situati tra i due grandi centri preromani di Tigullia (Chiavari) e di Genova. Il castellaro di Uscio, che si trovava sul monte Borgo, fu abitato per un lungo periodo.
Fino all'arrivo dei Romani le vie di comunicazione passavano all'interno (sentieri di crinale) e su questi antichi percorsi si svilupparono i primi insediamenti difensivi. La pastorizia e la caccia erano le attività principali e, dato che la via di crinale passava dal monte Fasce, proseguiva fino al monte Cordona e raggiungeva Uscio, si può pensare che nella zona di Sant'Ilario l'attività nomade-pastorale si svolgesse in insediamenti di tipo stagionale.
Sicuro indizio topografico di insediamento preromano è risultato essere in tutta la Liguria il toponimo "Castellaro-Castiglione". Sui monti la cartina C.T.I. riporta questo nome per un luogo che si trova su di una costa molto impervia sopra Mulinetti di Nervi (Costa di Nosiggia) dove sono ancora visibili rovine probabilmente risalenti ad una costruzione difensiva delle Ville di Nervi di epoca tardo-medioevale.

### L'epoca romana

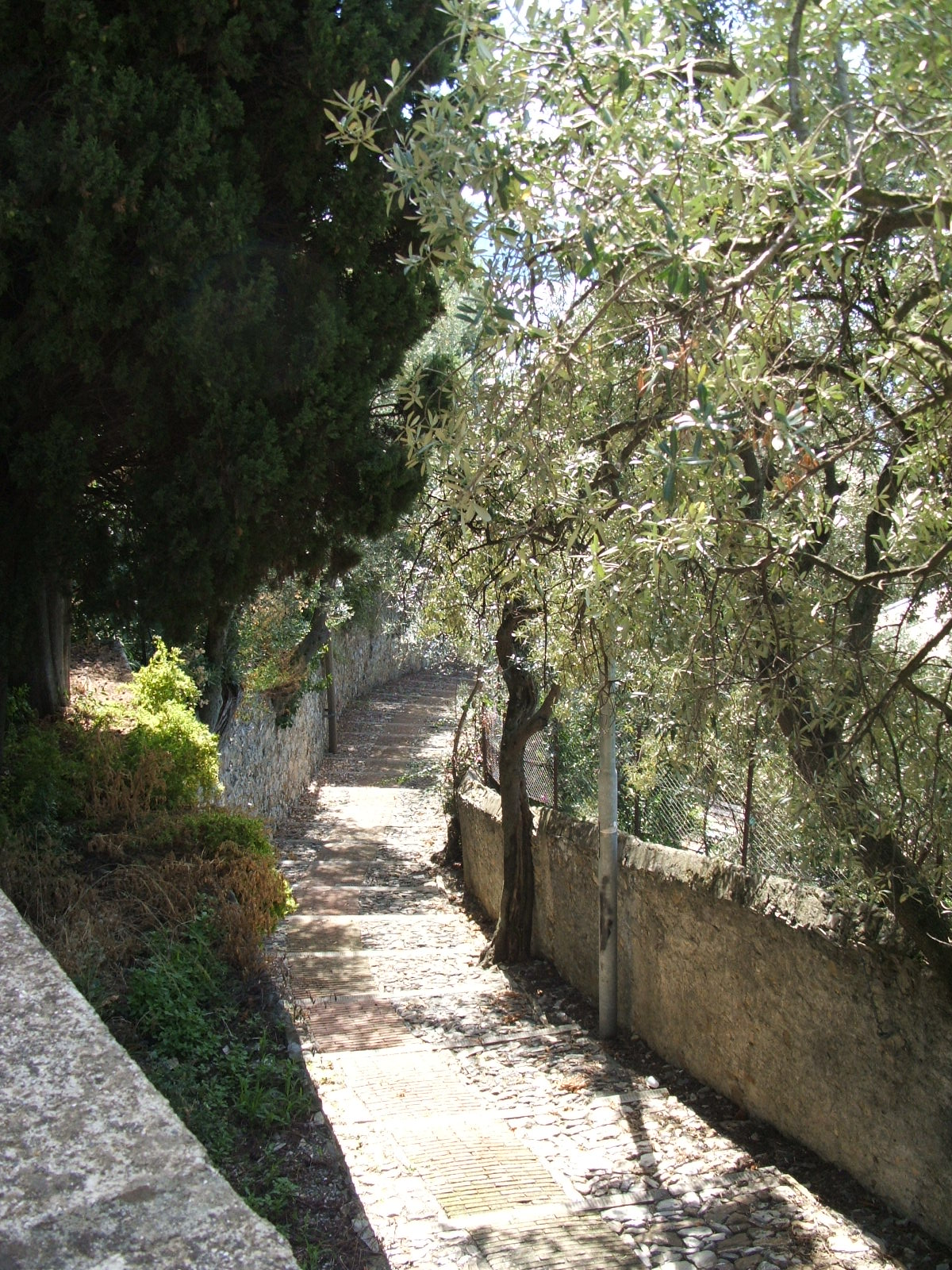
Antica creuza che dalla collina di Sant'Ilario scende verso il mare di Nervi

Durante il III secolo a.C. finisce il periodo Ligure-tribale; i Romani domano la resistenza delle tribù locali e costruiscono la prima strada a mare (219 a.C.) che trasformerà nel tempo l'assetto demografico della zona. Si assiste ad un primo sviluppo di centri abitati stabili sul litorale specie in punti di intersezione tra i percorsi antichi provenienti dall'interno e la litoranea romana; in questo senso si sviluppa Ricina (Recco) ed il ritrovamento di monete imperiali fa pensare che anche Bogliasco fosse una stationes lungo l'Aurelia.
Sant'Ilario fu inserita nella tribù Camilla con capitale a Genova; questo fatto è molto importante perché il comportamento storico delle Riviere fu spesso, in epoca romana, in contraddizione con quello Genovese. Genova fu alleata di Roma mentre le riviere si schierarono spesso con i Cartaginesi. Sant'Ilario si trovò probabilmente in una zona di confine tra le terre Genuensi e quelle delle tribù liguri dell'interno ostili ai Romani. La strada romana risaliva da Bogliasco per via Funtanin superando l'asperità della Liggia e ridiscendeva sulla costa verso Nervi.
Le vie di crinale, scendendo dal monte Giugo si intersecavano con quella romana. È proprio l'asperità della costa all'altezza della Liggia che, facendo deviare l'Aurelia così come succede per Pieve Ligure, Sant'Apollinare (Sori) e Megli (Recco), favorì la nascita di insediamenti di crinale sulla collina (forse soltanto posti di sosta e ristoro). I primi insediamenti stabili sorsero tra Bogliasco, via Funtanin, la zona della ex scuola elementare e sottostanti. Forse San Nicolò costituiva allora il limite superiore degli insediamenti.

### Il primo Cristianesimo
Dall'epoca romana fino al 1200 non si hanno notizie certe dell'attività umana sul territorio; tutto lascia supporre che con l'avvento del Cristianesimo vi siano state grandi trasformazioni nell'organizzazione sociale ed economica.
In particolare l'economia non fu più incentrata esclusivamente sulla pastorizia, ma venne sempre più affermandosi un'agricoltura che traeva impulso dall'attività dei monasteri di Bobbio e di Taggia. Intorno all'anno 1000 si realizza il primo grande sviluppo dell'olivicoltura che fu essenziale per la nascita dei centri di crinale come entità intermedie tra le zone a pascolo e quelle mercantili lungo la costa.
La locale chiesa risalirebbe a prima del 1198. Il primo atto certo che nomina Sant'Ilario è un atto di vendita del 1270 (Manoscritto del Beriana), indicante come testimone un certo Presbiter Iones Minister S.Ilarii e cioè un parroco di Sant'Ilario, segno che la chiesa esisteva già.

### Dal Medioevo al Settecento

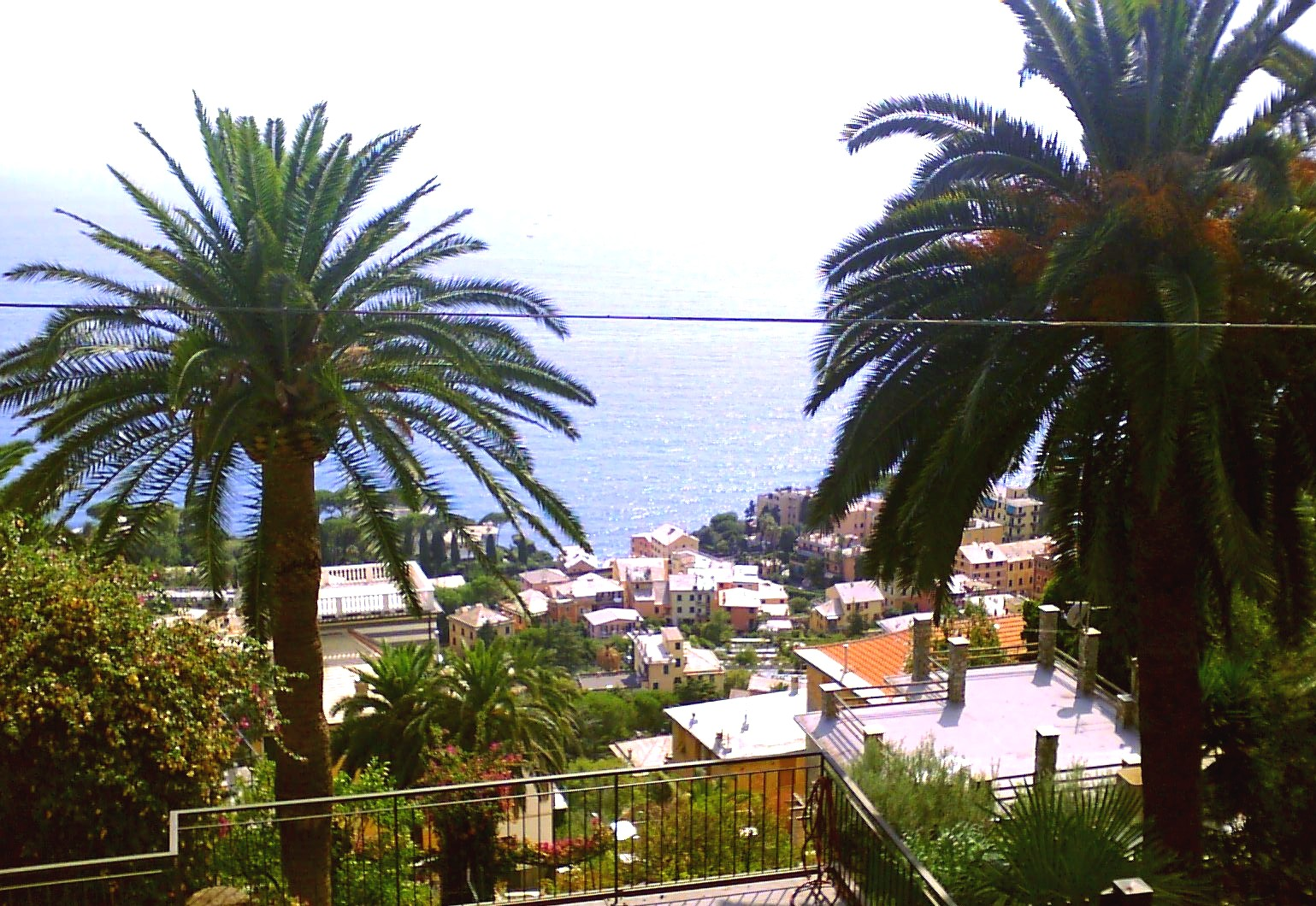
Panorama su Nervi dal piazzale della chiesa parrocchiale di Sant'Ilario

Lo storico genovese Agostino Giustiniani riporta che, nel XVI° secolo, Sant'Ilario insieme a Colongo contava 154 fuochi (cioè famiglie). La grande pestilenza del 1350 colpì anche Sant'Ilario e per far fronte alle esigenze di ricovero dei malati la chiesa di San Rocco fu adibita a lazzaretto. Le continue scorrerie dei saraceni che dal 1400 angustiarono gli abitanti della costa favorirono un nuovo sviluppo demografico collinare; da qui l'avvistamento delle navi saracene era più facile e la lontananza dalla costa permetteva di mettersi in salvo fuggendo nei boschi.
Alla costruzione della torre del Fieno (denominata anche come torre Groppallo, presso la passeggiata Anita Garibaldi) partecipò finanziariamente anche la collettività di Sant'Ilario attraverso la riscossione di un canone per l'uso delle comunaglie; la torre venne ultimata nel 1552. La chiesa di San Rocco era un rifugio utilizzato sia per l'avvistamento delle navi saracene che per riparo durante le incursioni con possibilità di ritirarsi nei vicini boschi. In particolare lo sviluppo di Sant'Ilario in questo periodo sarebbe testimoniato da una carta del 1435 nella quale tra Janua e Reco si legge il solo nome di Ilarius. Nel 1537 Sant'Ilario faceva parte della giurisdizione del Bisagno che qui aveva termine.
Tutto il XVI secolo fu all'insegna della difesa contro i Mori che nel 1584 saccheggiarono Sori.
Nel 1610 fu fondata la Confraternita di San Nicolò che, nello stesso anno, si recò in pellegrinaggio a Chiavari in occasione dell'apparizione della Madonna dell'Orto. Il periodo storico compreso tra il 1650 ed il 1750 fu caratterizzato da due grandi epidemie di peste. La prima si verificò tra il 1656 ed il 1657; la seconda fu la tremenda epidemia di peste portata da Marsiglia che scoppiò tra il 1720 ed il 1722. Durante questa epidemia la Repubblica di Genova curò in modo capillare la guardia delle coste affinché tutte le imbarcazioni fossero controllate e gli equipaggi posti in quarantena.
Matteo Vinzoni fu incaricato di redigere un dettagliato Atlante della Sanità in cui furono minuziosamente elencati tutti i posti di guardia instaurati per i controlli della costa. Per la popolazione di Sant'Ilario questo posto di guardia sorgeva in località Grimaldi (oggi sulla passeggiata a mare nella zona dei parchi di Nervi).
Vinzoni così descrive il posto di guardia: 
Lo sviluppo delle ville, la floricoltura, gli agrumi ed un primo turismo aristocratico caratterizzano il Settecento di Sant'Ilario.

### La rivoluzione francese e l'Ottocento
Nel 1798 gli echi della rivoluzione francese raggiunsero anche molti paesi della Liguria dove assunsero un aspetto spiccatamente anticlericale. A Sant'Ilario alcuni rivoltosi, entrati in chiesa, asportarono diversi oggetti preziosi tra i quali il busto della reliquia del santo in argento ed alcuni ricchi lampadari; il parroco, don Stefano Corvo, fu costretto ad abbandonare la parrocchia e restò in esilio dal 1798 al giugno del 1800.
Nell'anno 1800 il monte Fasce ed il monte Cordona furono teatro di scontri armati tra le truppe assediate da Andrea Massena e gli austriaci che accerchiavano la città. In questo frangente sia la popolazione sia i soldati erano ridotti alla fame; così le truppe rastrellavano le case di Sant'Ilario alla ricerca di qualcosa da mangiare. Giunsero persino a dare la caccia agli asini ed ai muli che gli abitanti tentavano di tenere nascosti.
Con gli avventi napoleonici di fine settecento, e la conseguente caduta della repubblica genovese, la costituita municipalità di Sant'Ilario Ligure fu inglobata nel dipartimento del Bisagno (1797) con capoluogo San Martino d'Albaro; l'anno successivo fu inserita nel VI cantone di Nervi della giurisdizione del Bisagno e ancora inserita, dal 1803, nel V cantone di San Martino d'Albaro nella I giurisdizione del Centro. Annesso al Primo Impero francese, dal 13 giugno 1805 al 1814 fu inserito nel Dipartimento di Genova.
Nel 1815 Genova fu incorporata nel Regno di Sardegna. La prima metà dell'Ottocento fu caratterizzata sul piano sociale dal grande sviluppo del lavoro a domicilio; da una statistica del 1835 risultano impegnate nell'industria tessile a domicilio ben 415 persone.
Nel 1837 il comune costruì il cimitero sul territorio della mensa parrocchiale che rimase in funzione fino al 1915. Sant'Ilario è citato dal Dizionario degli stati Sabaudì del 1854 con una popolazione di 1 343 abitanti divisi in 3 quartieri: Penco, Marsan, Piana. Gli abitanti sono definiti "solerti e vivaci" e si fa menzione di un'intensa produzione di aranci e limoni poi esportati in Francia.
A partire dal 1861 il comune di Sant'Ilario Ligure fu parte integrante del neo costituito Regno d'Italia. Dal 1859 al 1926 il territorio fu compreso nel II mandamento di Nervi del circondario di Genova facente parte dell'allora provincia di Genova.
La stazione ferroviaria fu inaugurata sulla linea Genova Chiavari con il nome di ‘Sant’Ilario Ligure’ nel 1868 e restò in servizio fino al 1959. La Casa Comunale di S.Ilario, in origine di un solo piano, fu costruita in via S.Ilario nel 1874.
Nel 1882 terminò la costruzione della strada carrozzabile e, con il lascito Bernardo Marsano, nacque l'omonimo istituto agrario.

### Il Novecento

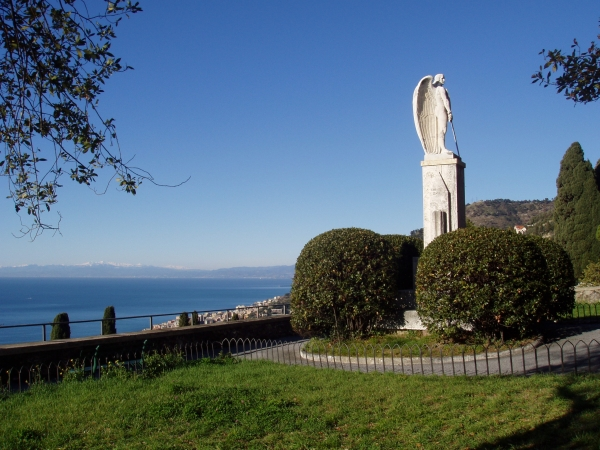
Il Monumento ai caduti

Rodolfo Valentino, all'epoca ancora sconosciuto, frequentò la scuola dell'Agricoltura tra il 1910 ed il 1912; documenti originali e suoi scritti sono tuttora conservati nella scuola. Si narra che Valentino nel 1920 tornò a Sant'Ilario, ormai ricco e famoso, su di una splendida auto americana per rivedere Felicia Sessarego, una vecchia fiamma che all'epoca aveva rifiutato il suo corteggiamento.
Il primo Novecento fu portatore di diversi eventi luttuosi: accanto alla Grande Guerra durante la quale morirono 35 persone, un'epidemia di colera che ebbe il suo epicentro a Sori, si propagò anche a Sant'Ilario tanto che il municipio fu adibito a lazzaretto. Nel 1918 fu la volta dell'influenza spagnola che arrecò un gran numero di vittime.
L'unico artista a livello nazionale nato a Sant'Ilario fu Maciste il cui vero nome era Bartolomeo Pagano. Nato a Sant'Ilario nel 1878, camallo al porto di Genova fu notato da un regista per il suo eccezionale fisico e così esordì nel mondo del cinema con Cabiria (1914); morì nel 1947. Accanto al cimitero sorge ancora la villa dove abitava e che porta il suo nome.
Nel 1921 era sindaco Matteo Crovetto, ma con il regio decreto-legge n. 74 del 14 gennaio 1926, nell'ambito della creazione della cosiddetta Grande Genova, il comune fu soppresso e aggregato con altri 18 a quello di Genova, la cui nuova entità amministrativa diventò operativa dal 1º luglio 1926.. A quella data il comune contava 1 173 abitanti; la vecchia sede comunale venne trasformata in una scuola elementare, in funzione fino al 1987.
La seconda guerra mondiale passò relativamente tranquilla, nonostante numerosi bombardamenti aerei e navali poche furono le abitazioni danneggiate ed i morti sotto le bombe. Durante i bombardamenti gli abitanti si rifugiavano in due rifugi costruiti sopra Canascra. Le truppe italiane soggiornarono presso la Scuola Agraria e costruirono un bunker sul monte Giugo dotato di una mitraglia antiaerea. Questo bunker fu occupato anche da truppe tedesche che si erano acquartierate presso il monumento ai caduti.
Un'altra storia di difficile conferma fu riportata da un giornale locale nel 1991 quando morì un certo Rodolfo Gallazzini, barbone senza dimora, abitante in una misera baracca a Genova. Quest'uomo raccontava di essere stato un pezzo grosso dell'esercito tedesco acquartierato a Sant'Ilario e di aver salvato la collina dalla totale distruzione. Infatti si oppose all'ordine di farla saltare. Per questo no al comando tedesco, Rudy perse la moglie e la figlia che si trovavano in Germania e che per ritorsione furono decapitate. Rodolfo si vendicò uccidendo il tenente che aveva ordinato l'esecuzione della sua famiglia. Il Monumento ai caduti fu rifatto nel 1952. Nel 1957 Edoardo Firpo, massimo poeta dialettale ligure, fu sepolto a Sant'Ilario.
Il prof Giovanni Francia costruì dal 1965 al 1980 una delle prime centrali solari sperimentali al Mondo destinata a diventare un riferimento per installazioni successive 

## Monumenti e luoghi d'interesse

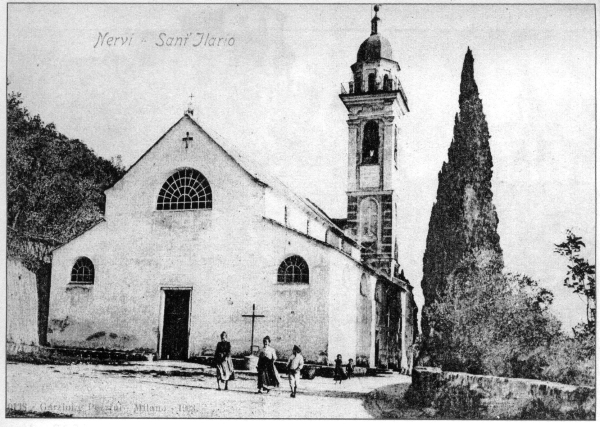
La chiesa parrocchiale nel 1908

### Architetture religiose
- Chiesa parrocchiale di Sant'Ilario. Citata per la prima volta in un atto notarile del 1198, la chiesa fu ampliata nel XVII secolo. La facciata, prima di sobrie forme romaniche, fu rifatta in stile neo classico nel 1911. Sull'altare s'innalza un crocifisso ligneo forse di Anton Maria Maragliano. Il campanile attuale è alto 33 metri.
- Chiesa di San Rocco sulla costa omonima a 205 metri sul livello del mare.
- Chiesetta di San Nicolò.
- Cappella di Santa Maria Maddalena situata in mezzo ad un bosco di castagni a circa venti minuti di cammino dalla Serra dei Boschi.

### Architetture civili

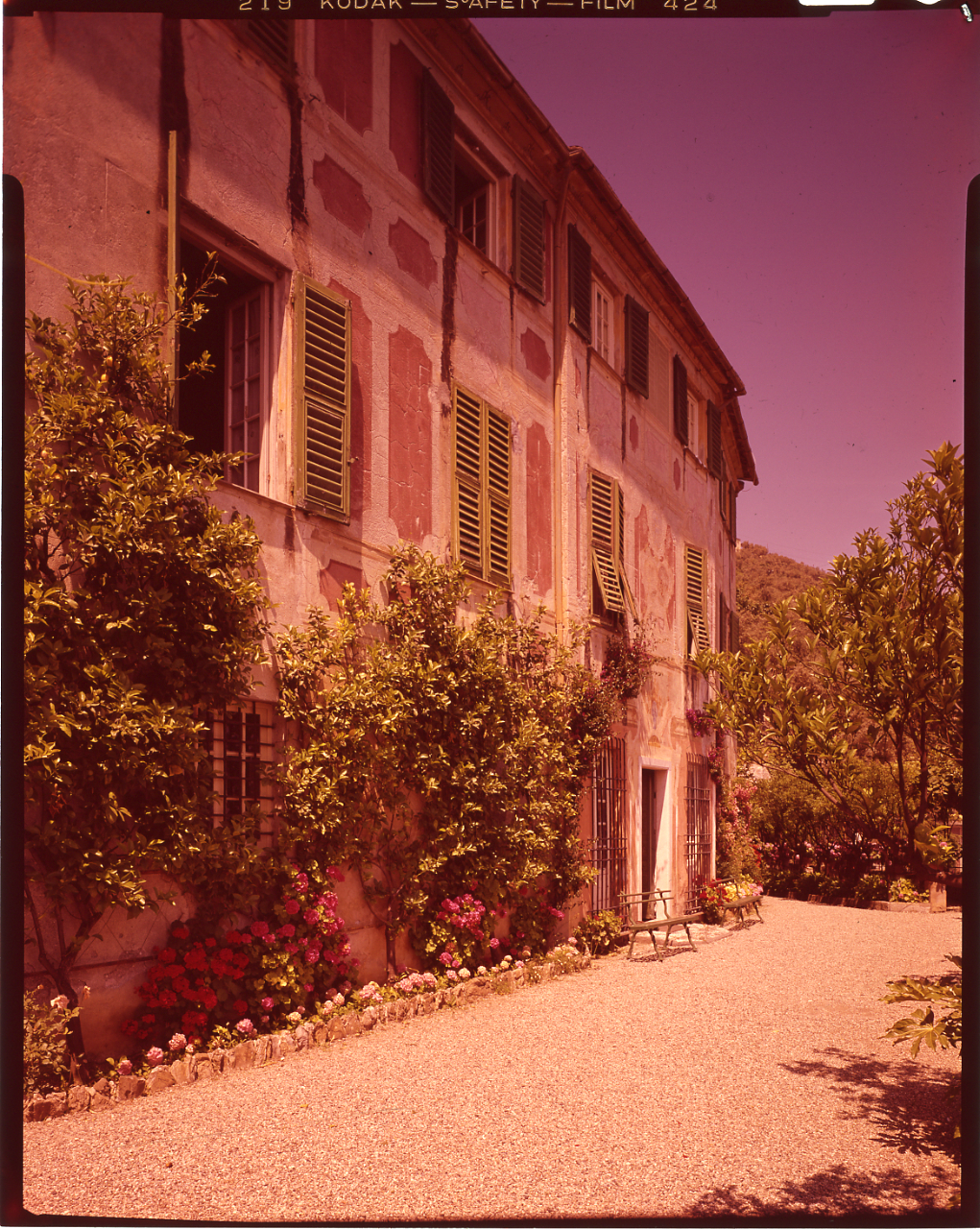
Villa Penco. Foto di Paolo Monti, 1963.

- Villa Penco. Risalente al XVIII secolo, Villa Penco nasce come residenza di campagna della famiglia Penco, commercianti attivi fin dal XVII secolo a Genova. Situata in prossimità della Scuola di Agricoltura di Sant'Ilario e costruita seguendo i dettami dell'architettura rurale e non di quella nobiliare tipica delle residenze di campagna della nobilità genovese, la villa si estendeva originariamente fino al mare assumendo così la connotazione di una vera e propria azienda agricola. La villa fu oggetto all'inizio del XIX secolo di interventi di natura architettonica e scenografica progettati dall'architetto genovese Michele Canzio.
- Villa Consigliere. Incastonata tra l'hollywoodiana Villa Necchi e Villa Luxoro, Villa Consigliere venne costruita a poca distanza dal mare mare dall'architetto Pietro Luxoro negli anni '10 del XX secolo in sostituzione dell'edificio originario situato a ridosso della ferrovia. Benché non visitabile in quanto privato, l'ampio parco della villa è considerato parte integrante del sistema dei Parchi di Nervi[2], con cui condivide l'approccio progettuale e la natura di giardino mediterraneo all'inglese.
- Cimitero di Sant'Ilario. Fino al 1835 si seppellì direttamente in chiesa; con l'entrata in vigore delle leggi napoleoniche dal 4 settembre 1835 le sepolture furono spostate fuori dell'abitato e precisamente sul monte Giugo; in seguito si seppellì nuovamente vicino alla chiesa in un sacrario tuttora esistente che misura m.5X2. Un nuovo cimitero fu costruito sul terreno della mensa parrocchiale nel 1837 e lì si seppellì fino al 1915, anno in cui fu istituito l'attuale cimitero che sorge in posizione dominante ad un centinaio di metri dalla parrocchiale in via dei Marsano. Nella parte alta del cimitero sorge il monumento che ricorda le vittime della guerra 1914-1918; si leggono più di 100 nomi di scomparsi.

Il 12 febbraio 1957 vi fu sepolto Edoardo Firpo il maggiore poeta dialettale ligure e sulla sua tomba furono scolpiti questi versi:
Nel cimitero è anche sepolto Bartolomeo Pagano, in arte Maciste, uno degli attori del primo cinema muto nato e vissuto a Sant'Ilario.
Nella parte alta del cimitero sorge la cappella dove è sepolto il comandante Piero Calamai (1897-1972) passato alla storia perché nel 1956 era al comando del transatlantico Andrea Doria durante il suo affondamento; organizzò in maniera encomiabile il salvataggio di tutti i 1600 passeggeri, il più imponente salvataggio in mare di tutti i tempi. Un altro monumento funebre ricorda il garibaldino colonnello Ugo Formentini che partecipò alla battaglia di Bezzecca; morì nel 1931 e fu sepolto a Roma vestito con la sua divisa garibaldina; la salma fu trasferita nel cimitero di S.Ilario nel 1975 dove riposa insieme ai parenti.

## Cultura

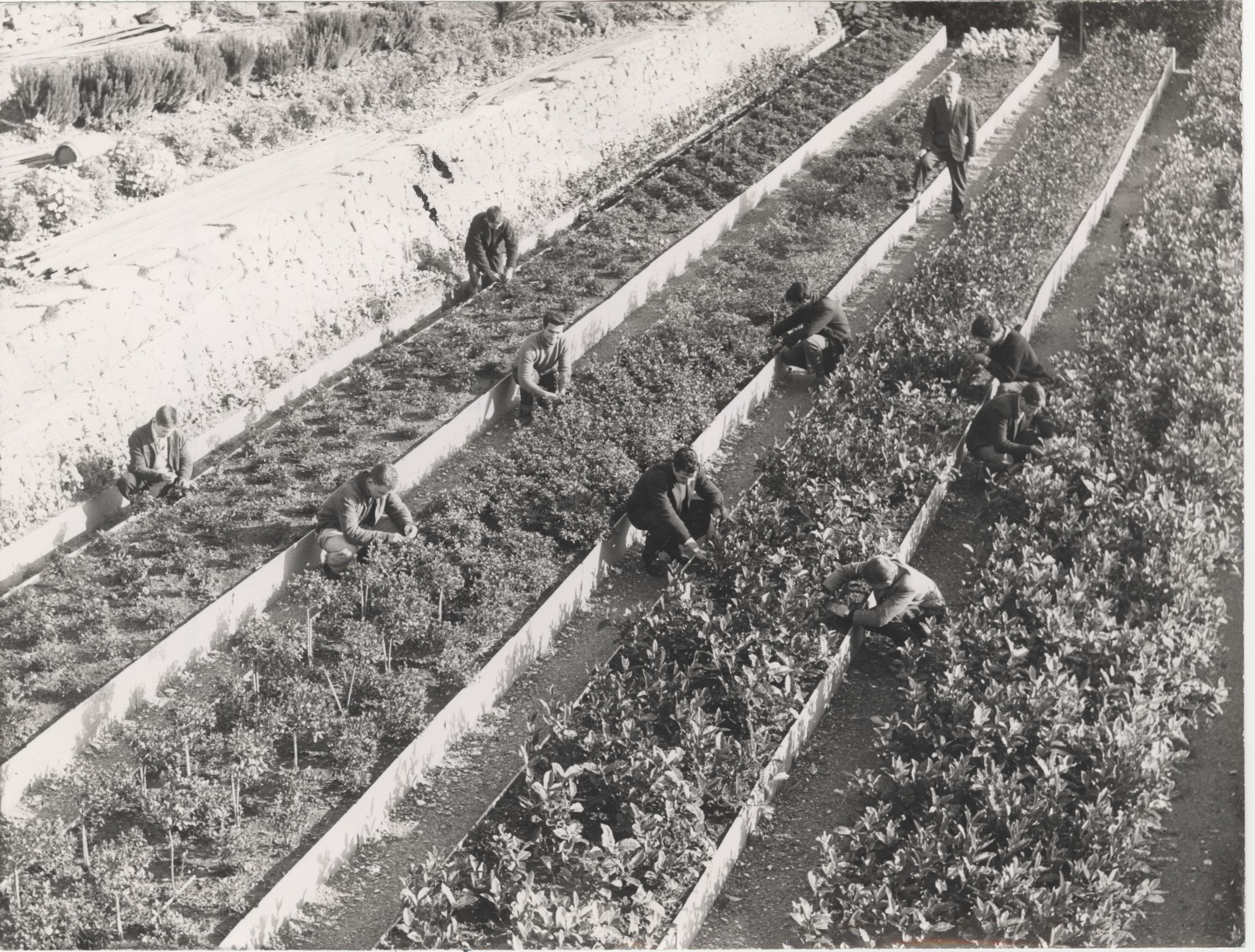
Istituto Agrario di Sant'Ilario: studenti al lavoro in un campo di ortensie

### Prodotti tipici
Il clima mite favorisce le piantagioni di agrumi, tra cui senz'altro i più diffusi sono i limoni, prodotto tipico di questa zona. Oltre ai limoni notevole è anche la presenza di piantagioni di arance.
Ed è proprio la peculiarità di non avere quasi mai inverni rigidi a permettere, alle diverse serre che qui esistono, di essere in qualsiasi stagione un ottimo contenitore per la coltivazione di fiori e palme ma anche verdura e frutta.

## Economia
L'economia locale si è da sempre principalmente basata sulla produzione agricola e sulla floricoltura, settori garantiti dal clima mite della regione e dagli ampi spazi dedicati alla coltivazione.  In anni recenti la località ha avuto un forte rilancio sotto l'aspetto del turismo.

## Infrastrutture e trasporti

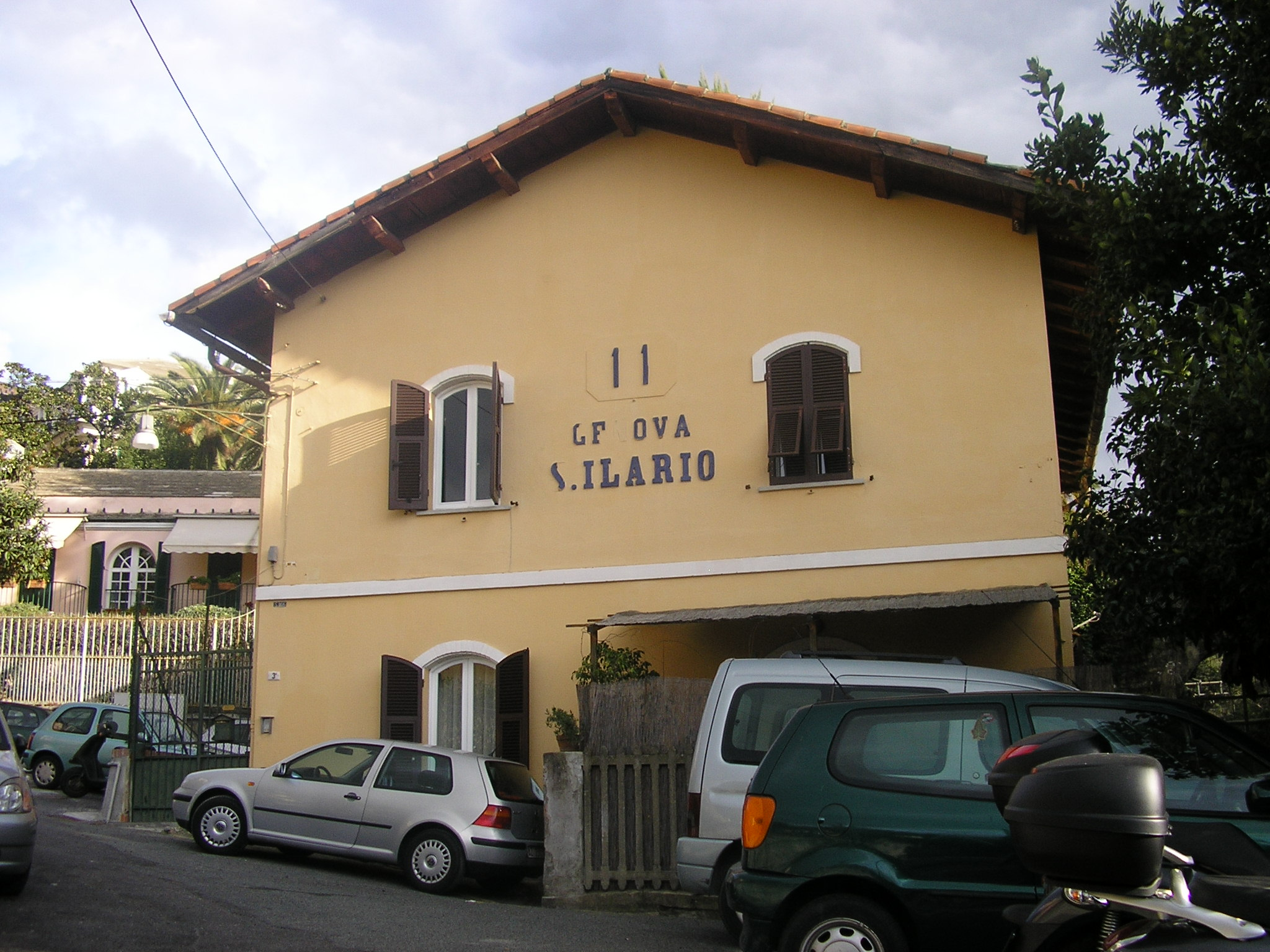
La soppressa stazione di Sant'Ilario

### Strade
La parte più a mare di Sant'Ilario è attraversata dalla strada statale 1 via Aurelia che permette il collegamento viario con Bogliasco, ad est, e la località di Capolungo e il quartiere di Nervi verso ovest; un'apposita deviazione stradale (via Sant'Ilario) consente il raggiungimento dell'abitato più collinare del quartiere.
Nel 1870 Sant'Ilario era ancora privo di una strada carrozzabile. Nell'ottobre 1873 un gruppo di proprietari terrieri si fece promotore di un comitato per la costruzione di una carrozzabile che collegasse la chiesa con la stazione di Nervi. Nel progetto la strada doveva avere uno sviluppo di 2549 m. Ma la popolazione fu generalmente avversa, specialmente chi temeva espropri di terre per permettere il passaggio della nuova strada e tutto ciò rallentò molto l'iter dei lavori. Nel 1882, dopo 9 anni di lavori, la strada fu finalmente ultimata.
Intanto negli anni trenta si realizzò via Donato Somma che collegava il porticciolo con Canascra e via Sant'Ilario. Innumerevoli furono i progetti per far proseguire la strada oltre la chiesa; effettivamente negli anni cinquanta iniziarono lavori che portarono la strada fino in località Marsano (poco più di 100 m). Nel 2007 viene quindi inaugurato il tratto di strada che porta alla chiesetta di San Rocco.

### Ferrovie
La stazione ferroviaria di Sant'Ilario, citata da Fabrizio De André in Bocca di Rosa, non è più in funzione ed è utilizzata come abitazione privata (si trova in via Bonanno). La stazione più vicina al quartiere, a circa 1 km, è quindi nel ventunesimo secolo quella di Nervi.

### Mobilità urbana
Sant'Ilario era collegato a Nervi dapprima con un servizio a cavalli, poi da un'autolinea privata (la Lazzi) ed a partire dal 1950 da una linea urbana (il 68 e poi il 568). Attualmente il piccolo paese è servito dalla linea 516 di AMT Genova sulla tratta: Nervi (via Oberdan) - Chiesa di Sant'Ilario.

### Itinerari

#### Passeggiata turistica
Stazione ferroviaria di Nervi – passeggiata a mare direzione levante – torre del Fieno (torre di avvistamento del 1552) – spiaggetta di Capolungo – stazione di Sant'Ilario – villa Museo Luxoro – via Inferiore alla Chiesa di Sant'Ilario – Via S.Ilario – Oratorio di S.Nicolò – Chiesa Parrocchiale di S.Ilario – Via dei Marsano direzione ponente – Cimitero di S.Ilario - Villa di Maciste – Via Monico – Chiesa di S.Rocco – Discesa a Nervi per via Mantini o ritorno con bus di linea dalla Chiesa parrocchiale.
Tempo di percorrenza:2 - 3 ore, dislivello in salita: 210 m.

#### F.I.E. Nervi-Monte Cordona
Capolinea autobus 516 (davanti alla chiesa) (192 m) - chiesa di San Rocco 202 m – (inizio itinerario FIE contrassegnato da 2 triangoli rossi) costa di Cantalupo - Serra dei boschi - la Crocetta (465 m) - Gaigian-na - Case Cordona- Cima del monte Cordona (802 m).
Tempo di percorrenza 2h.;dislivello 610 m.

#### Verdeazzurro Sant'Ilario-Bogliasco
Il Centro Studi Unioncamere Liguri ha pubblicato una guida intitolata Verdeazzurro che descrive a tappe un percorso pedonale svolto tutto in prossimità della costa tra Genova e La Spezia. La seconda tappa di questo percorso descrive un sentiero di crinale che da Nervi porta a Camogli. Una parte di questo tappa transita per le creuze di Sant'Ilario attraversandolo completamente da San Rocco a Bogliasco. Chiesa di San Rocco - chiesa di Sant'Ilario - via Superiore alla chiesa di Sant'Ilario - via Penco - via Lastrego - via Costabella - via della Zuccona - via Armanna da cui si scende sull'Aurelia all'altezza della stazione di Bogliasco.
Tempo di percorrenza:1h.;dislivello in discesa 200 m.

#### Sant'Ilario-Santa Maria Maddalena
Ci sono due diversi percorsi per raggiungere la cappella di Santa Maria Maddalena (320 m) partendo dal capolinea dell'autobus davanti alla chiesa. Il primo percorso transita da San Rocco da cui si prende un sentiero che passa sotto la Serra e si congiunge con quello proveniente dalla Serra poco prima di arrivare alla cappella. Il secondo percorso invece inizia, superata la chiesa parrocchiale, sulla destra imboccando la creuza in salita di via dei Tasso, da cui in salita si raggiunge la località Serra dei Boschi (o di Cantalupo); da qui si raggiunge la cappella della Maddalena (in 20 minuti dalla Serra e 1 ora da S. Ilario). Dalla cappella si può proseguire per breve tratto (circa 20 minuti) sino a raggiungere il percorso a laghetti e cascatelle del torrente Nervi (sentiero parzialmente infestato da rovi).
Tempo di percorrenza:1h 30m; dislivello 150 m, difficoltà media.

#### Sant'Ilario-Serra di Musanega-Sessarego
Questo percorso inizia percorrendo tutto il piazzale della chiesa fino all'entrata della Scuola dell'Agricoltura; da qui prendere la creuza in salita (via Lastrego) e dopo un breve strappo seguire sulla destra via L.Cremona. Giunti presso un vecchio lavatoio prendere via Poggetto di Sopra e salire, in mezzo agli olivi, fino alla serra di Musanega (270 m) da dove la visuale si apre verso il Golfo Paradiso. Giunti sullo slargo prendere via Serra di Musanego in direzione levante. Da qui si prosegue in costa su di un sentiero molto panoramico ma un po' disturbato dal rumore proveniente dalla vicina autostrada e in meno di mezz'ora si giunge a Sessarego (245). Da Sessarego si può ritornare scendendo a Bogliasco.
Tempo di percorrenza:1h.30m.

#### Sant'Ilario-San Rocco-Mulinetti

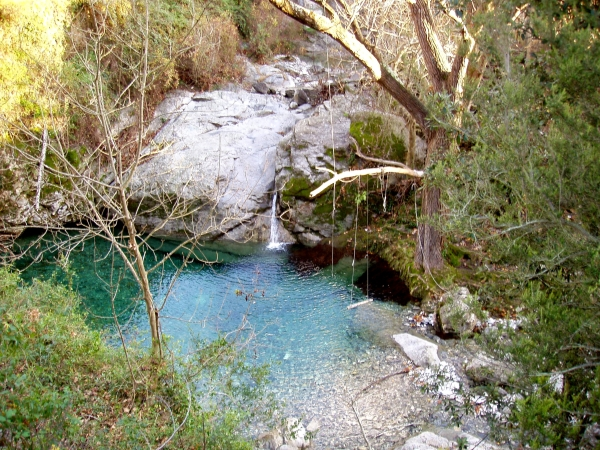
Laghetto a Mulinetti

Questo storico percorso attraversa una zona molto frequentata quando erano in funzione i mulini di Mulinetti. Raggiunta la chiesa di San Rocco (209 m) si prende la via da San Rocco a Mulinetti che è l'ultimo sentiero che scende sulla destra quando si giunge a San Rocco da Sant'Ilario. Il sentiero lambisce la zona autostradale ed è perciò disturbato dal rumore del traffico, ma poi scendendo fino a raggiungere il torrente, si arriva in breve alla località Mulinetti (100 m) dove ci si immerge in un ambiente estremamente bucolico fatto di laghetti dall'acqua cristallina e da costruzioni risalenti al 1600. Superati i mulini di Mulinetti (tracciato difficoltoso) si traversa il torrente su massi, sotto un grande ponte da dove veniva convogliata l'acqua per i mulini; si può risalire il torrente in parte direttamente sull'alveo, in parte su sentiero, fino a raggiungere Lago Scuro; un tempo una bellissima pozza d'acqua profonda cinque metri e circondata da rocce, poi eliminata dalla costruzione di un muro di contenimento del fiume. In questa zona vive un rospo raro: il Rospo Smeraldino che qui raggiunge il limite territoriale occidentale del proprio areale. Si può poi tornare in città passando per via del Commercio a Nervi.
Tempo di percorrenza: 1h.30/2h. ma tratti di sentiero difficoltoso

#### Sant'Ilario-Serra dei boschi-Monte Giugo-Musanega-Sant'Ilario
Giro circolare facile e molto panoramico. Dalla chiesa parrocchiale si prende via dei Tasso e si sale in 20 minuti alla Serra dei Boschi. Appena si giunge sul piano ci si inoltra su di un sentiero che parte immediatamente a destra e che sale in forte pendenza tra rocce e prati fino a giungere sulla cima erbosa del Monte Giugo (487 m).
Splendida visuale sulla costa e nelle belle giornate è facile scorgere la Corsica. Si prosegue in costa ed in piano sempre ai limiti del bosco e si giunge facilmente in località Crocetta (483 m). Da qui prendere il sentiero che scende sulla destra e che velocemente raggiunge la Serra di Musanega; da qui seguire via Poggetto di Sopra in discesa; giunti ad un piccolo lavatoio svoltare sulla destra per via L. Cremona e in breve si raggiunge la scuola Agraria sul piazzale.
Tempo di percorrenza: 2h.